# V498 Андромеды
V498 Андромеды (лат. V498 Andromedae) — двойная звезда в созвездии Андромеды на расстоянии приблизительно 405 световых лет (около 124 парсеков) от Солнца.

## Характеристики
Первый компонент (CCDM J00403+4344A) — оранжевый карлик, эруптивная переменная звезда типа RS Гончих Псов (RS) спектрального класса K0, или K2V. Видимая звёздная величина звезды — от +9,25m до +9,13m. Радиус — около 1,96 солнечного, светимость — около 2,047 солнечных. Эффективная температура — около 4925 K.
Второй компонент (BD+42 139B) — жёлтый карлик спектрального класса G5. Видимая звёздная величина звезды — +9,7m. Радиус — около 1,27 солнечного, светимость — около 1,487 солнечной. Эффективная температура — около 5654 K. Удалён на 21,9 угловых секунды.